# Akela (Chuyện rừng xanh)

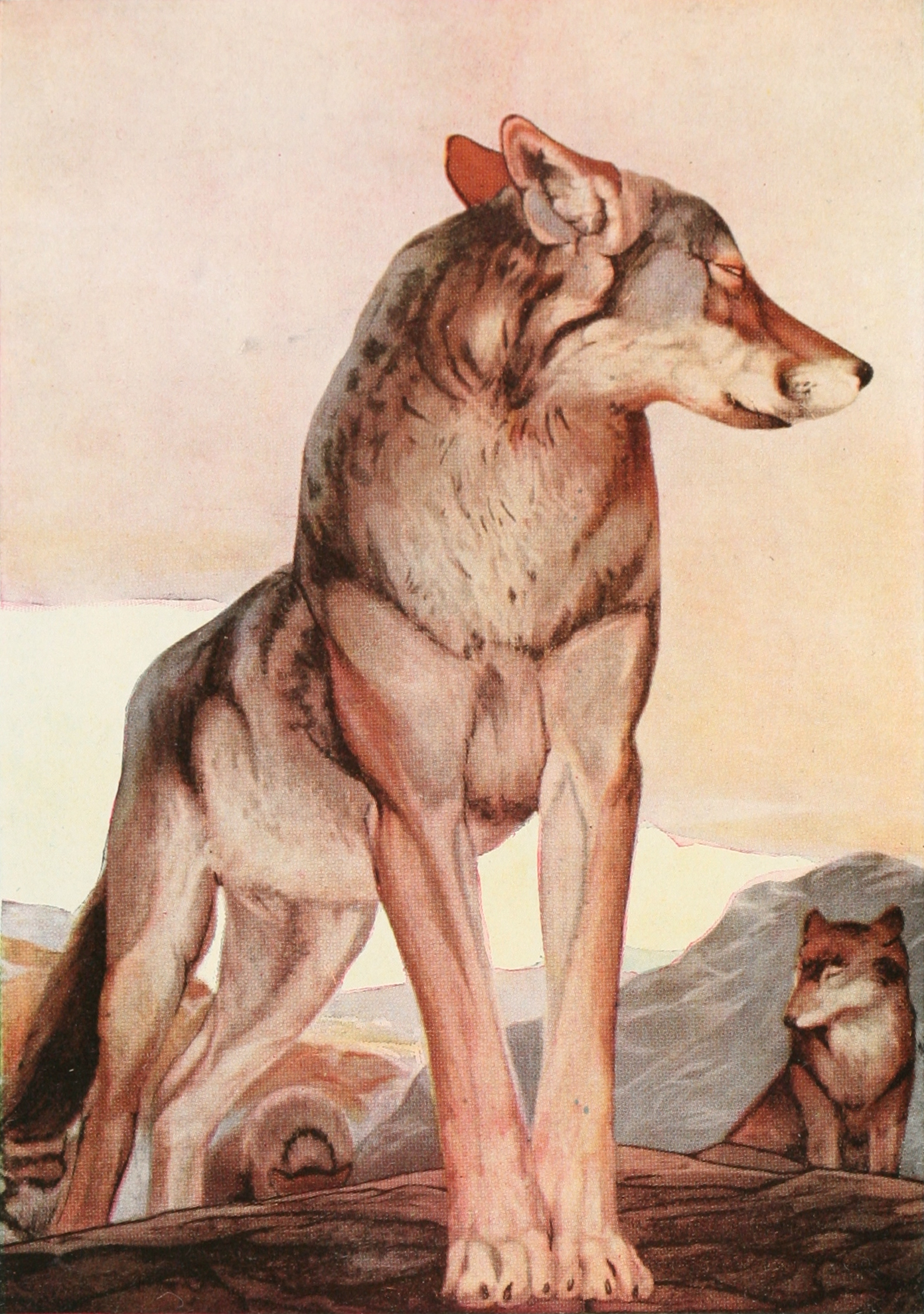
ㅤㅤㅤㅤㅤㅤㅤㅤㅤ

Akela là một nhân vật tiểu thuyết trong các câu chuyện Mowgli trong tuyển tập truyện ngắn Chuyện rừng xanh và Chuyện rừng xanh 2 của Rudyard Kipling. Đó là một con sói, thủ lĩnh của bầy sói rừng Seeonee và là người điều hành các buổi họp hội đồng của bầy. Trong một cuộc họp như vậy bầy đã nhận cho vào bầy một bé người tên là Mowgli làm thành viên của bầy và Akela trở thành một trong các người thầy của Mowgli. Akela có nghĩa là "đơn độc" trong tiếng Hindi, tiếng Urdu, và tiếng Punjabi.
Chín hay mười năm sau khi Mowgli được nhận vào bầy sói, kẻ thù của Mowgli là Shere Khan, một con hổ với sự giúp sức của một số sói trẻ mà nó đã thuyết phục được để hỗ trợ nó, ra kế hoạch để tống khứ Akela khỏi bầy sói để không ai còn có thể bảo vệ Mowgli. Một con sói khi trở nên già yếu không thể đi săn theo truyền thống là bị đuổi ra khỏi bầy hay bị bầy giết chết. Akela thì chưa thật sự già yếu, nhưng các sói trẻ đã tính toán sẵn rượt đuổi một con nai khỏe về phía của Akela vì biết rằng Akela không thể nào bắt được con nai. Khi hội đồng nhóm họp để tống khứ Akela, Mowgli bảo vệ Akela bằng một nhành cây có lửa đang cháy và rượt đuổi hổ Shere Khan và đồng bọn của nó khỏi.
Sau khi hổ Shere Khan chạy mất, các sói còn lại khẩn xin Akela ở lại, nhưng Akela từ chối làm bầy trưởng và quyết định đi săn một mình. "Akela" là một từ của tiếng Hindi có nghĩa là "đoàn kết". Phao trở thành lãnh đạo mới, Mowgli trở về cuộc sống của loài người, ít nhất là một thời gian, và Akela đi săn một mình. Trong thời gian này, Akela giúp Mowgli giết chết hổ Shere Khan với sự hỗ trợ của bầy trâu của làng loài người.
Vài năm sau đó, khi Mowgli bị loài người ruồng bỏ và bầy sói bị nguy cơ tuyệt chủng bởi một bầy chó rừng hung hăng săn đuổi, Akela tham gia trận chiến và chiến đấu đến chết, cuối cùng chết trong lúc đi cùng với Mowgli ("Chó đỏ" trong Chuyện rừng xanh 2). Cái chết của Akela là nhân tố chính trong việc quyết định của Mowgli cuối cùng trở về với xã hội loài người ở tuổi 17.